# 若竹町 (横浜市)
若竹町（わかたけちょう）は横浜市栄区の町名。丁番を持たない単独町名である。住居表示実施済み区域。

## 地理
栄区の中北部に位置し、町の大部分が戸建ての住宅街となっている。町域はひらがなの「へ」の字に似た形をしており、北東は港南区港南台、北西は元大橋、南は上郷町に接する。町内に鉄道はないが、元大橋との境の通りにはJR根岸線港南台駅と庄戸・桂台中央・上郷ネオポリス方面を結ぶ路線バスが平日日中でも1時間に7本以上と頻発している。

### 地名の由来
町名は、若い竹のように発展してほしいとの地元の願いにより付けられた。

## 歴史

### 沿革
かつては鎌倉郡本郷村の一部であり、1939年（昭和14年）4月1日に横浜市戸塚区に編入され、戸塚区の一部となった。1963年から1970年にかけて、のちに若竹町と元大橋となる一帯において、現在の栄区での最初の大規模宅地開発が行われ、
1973年（昭和48年）6月11日に中野町・上郷町の各一部から分離して若竹町を新設。同時に住居表示が実施された。1986年に、分区により栄区若竹町となり現在に至る。

## 世帯数と人口
2025年（令和7年）6月30日現在（横浜市発表）の世帯数と人口は以下の通りである。
| 町丁   | 世帯数  | 人口    |
| ------ | ------- | ------- |
| 若竹町 | 963世帯 | 1,980人 |

### 人口の変遷
国勢調査による人口の推移。
| 年                 | 人口  |
| ------------------ | ----- |
| 1995年（平成7年）  | 2,306 |
| 2000年（平成12年） | 2,222 |
| 2005年（平成17年） | 2,188 |
| 2010年（平成22年） | 1,997 |
| 2015年（平成27年） | 1,955 |
| 2020年（令和2年）  | 1,933 |

### 世帯数の変遷
国勢調査による世帯数の推移。
| 年                 | 世帯数 |
| ------------------ | ------ |
| 1995年（平成7年）  | 851    |
| 2000年（平成12年） | 837    |
| 2005年（平成17年） | 853    |
| 2010年（平成22年） | 805    |
| 2015年（平成27年） | 800    |
| 2020年（令和2年）  | 851    |

## 学区
市立小・中学校に通う場合、学区は以下の通りとなる（2024年11月時点）。
| 番地 | 小学校             | 中学校             |
| ---- | ------------------ | ------------------ |
| 全域 | 横浜市立桜井小学校 | 横浜市立本郷中学校 |

## 事業所
2021年（令和3年）現在の経済センサス調査による事業所数と従業員数は以下の通りである。
| 町丁   | 事業所数 | 従業員数 |
| ------ | -------- | -------- |
| 若竹町 | 12事業所 | 37人     |

### 事業者数の変遷
経済センサスによる事業所数の推移。
| 年                 | 事業者数 |
| ------------------ | -------- |
| 2016年（平成28年） | 15       |
| 2021年（令和3年）  | 12       |

### 従業員数の変遷
経済センサスによる従業員数の推移。
| 年                 | 従業員数 |
| ------------------ | -------- |
| 2016年（平成28年） | 32       |
| 2021年（令和3年）  | 37       |

## 施設
- 栄警察署 元大橋交番
- 子ノ神日枝神社[18]

## その他

### 日本郵便
- 郵便番号 : 247-0012[3]（集配局：大船郵便局[19]）

### 警察
町内の警察の管轄区域は以下の通りである。
| 番・番地等 | 警察署   | 交番・駐在所 |
| ---------- | -------- | ------------ |
| 全域       | 栄警察署 | 元大橋交番   |